# Andy Roddick
Andrew Stephen "Andy" Roddick (Omaha, Nebraska, 30 d'agost de 1982) és un ex-tennista professional estatunidenc, que va arribar a ser número 1 del rànquing de l'ATP després de guanyar l'Open dels Estats Units de tennis de 2003. Està casat amb la model i actriu americana Brooklyn Decker.
Es desenvolupava millor en pistes ràpides gràcies al seu potent servei, de fet, posseeix el rècord del segon servei més ràpid de la història del tennis professional: 246,2 km/h. A part del títol de Grand Slam també va disputar quatre finals de Grand Slam més, totes perdudes contra Roger Federer. Ha jugat diverses edicions de la Copa Davis amb el seu país i va aconseguir el títol l'any 2007. Va anunciar la seva retirada el 30 d'agost de 2012, durant la disputa del US Open i coincidint amb el seu 30è aniversari per dedicar-se a la seva pròpia fundació. Serà recordat per la seva mecànica peculiar a l'hora d'efectuar el servei, la qual ha utilitzat com a imatge per la seva línia de roba de la marca Lacoste. El seu joc explosiu li ha acabat passant factura i ha escurçat lleugerament la seva carrera tenística. Al llarg de la seva carrera ha estat una icona publicitària i un gran reclam pel públic femení.
El 22 de juliol de 2017 fou admès en l'International Tennis Hall of Fame en una cerimònia celebrada a Newport.

## Biografia
Roddick va néixer a Omaha (Nebraska) fill de Jerry i Blanche Roddick, empresari i mestra d'escola. Té dos germans més grans anomenats Lawrence i John que també van jugar a tennis de petits, el segon és entrenador de tennis a la Universitat d'Oklahoma. Dels 4 als 11 anys va viure a Austin (Texas) i llavors es van traslladar a Boca Raton (Florida) perquè els seus germans poguessin entrenar-se en millors condicions. Allà va estudiar a l'institut junt a Mardy Fish, amb el qual va entrenar i viure durant uns anys.
L'any 2007 va conèixer la model estatunidenca Brooklyn Decker, que posteriorment seria portada de la revista Sports Illustrated i l'any següent ja van anunciar que estaven promesos. El casament es va produir el 17 d'abril de 2009 a Austin.
És seguidor de bàsquet (Miami Heat), futbol americà (Green Bay Packers) i beisbol (Cincinnati Reds i New York Yankees).

## Torneigs de Grand Slam

### Individual: 5 (1−4)
| Resultat  | Núm. | Any  | Torneig       | Oponent en la final | Marcador                        |
| --------- | ---- | ---- | ------------- | ------------------- | ------------------------------- |
| Guanyador | 1.   | 2003 | US Open       | Juan Carlos Ferrero | 6−3, 7−6(2), 6−3                |
| Finalista | 1.   | 2004 | Wimbledon     | Roger Federer       | 6−4, 5−7, 6−7(3), 4−6           |
| Finalista | 2.   | 2005 | Wimbledon (2) | Roger Federer       | 2−6, 6−7(2), 4−6                |
| Finalista | 3.   | 2006 | US Open       | Roger Federer       | 2−6, 6−4, 5−7, 1−6              |
| Finalista | 4.   | 2009 | Wimbledon (3) | Roger Federer       | 5−7, 7−6(6), 7−6(5), 3−6, 16−14 |

## Palmarès: 36 (32−4)

### Individual: 52 (32−20)
| Llegenda (pre/post 2009)                                 |
| -------------------------------------------------------- |
| Grand Slams (1−4)                                        |
| Tennis Masters Cup / ATP Finals (0−0)                    |
| ATP Masters Series / ATP World Tour Masters 1000 (5−4)   |
| ATP International Series Gold / ATP World Tour 500 (6−3) |
| ATP International Series / ATP World Tour 250 (20−9)     |

| Títols per superfície |
| --------------------- |
| Dura (21−15)          |
| Gespa (5−3)           |
| Terra batuda (5−2)    |
| Moqueta (1−0)         |

| Resultat  | Núm. | Data                    | Torneig                     | Superfície   | Oponent en la final   | Marcador                        |
| --------- | ---- | ----------------------- | --------------------------- | ------------ | --------------------- | ------------------------------- |
| Guanyador | 1.   | 23 d'abril de 2001      | Atlanta, Estats Units       | Terra batuda | Xavier Malisse        | 6−2, 6−4                        |
| Guanyador | 2.   | 30 d'abril de 2001      | Houston, Estats Units       | Terra batuda | Hyung-Taik Lee        | 7−5, 6−3                        |
| Guanyador | 3.   | 13 d'agost de 2001      | Washington DC, Estats Units | Dura         | Sjeng Schalken        | 6−2, 6−3                        |
| Guanyador | 4.   | 18 de febrer de 2002    | Memphis, Estats Units       | Dura (i)     | James Blake           | 6−4, 3−6, 7−5                   |
| Finalista | 1.   | 10 de març de 2002      | Delray Beach, Estats Units  | Dura         | Davide Sanguinetti    | 4−6, 6−4, 4−6                   |
| Guanyador | 5.   | 22 d'abril del 2002     | Houston (2)                 | Terra batuda | Pete Sampras          | 7−6, 6−3                        |
| Finalista | 2.   | 5 d'agost de 2002       | Toronto, Canadà             | Dura         | Guillermo Cañas       | 4−6, 5−7                        |
| Finalista | 3.   | 24 de febrer de 2003    | Memphis                     | Dura (i)     | Taylor Dent           | 1−6, 4−6                        |
| Finalista | 4.   | 28 d'abril de 2003      | Houston                     | Terra batuda | Andre Agassi          | 6−3, 3−6, 4−6                   |
| Guanyador | 6.   | 19 de maig del 2003     | Pörtschach, Àustria         | Terra batuda | Nikolai Davidenko     | 6−3, 6−2                        |
| Guanyador | 7.   | 9 de juny del 2003      | Queen's Club, Regne Unit    | Gespa        | Sébastien Grosjean    | 6−3, 6−3                        |
| Guanyador | 8.   | 21 de juliol del 2003   | Indianàpolis, Estats Units  | Dura         | Paradorn Srichaphan   | 7−6, 6−4                        |
| Guanyador | 9.   | 4 d'agost del 2003      | Mont-real                   | Dura         | David Nalbandian      | 6−1, 6−3                        |
| Guanyador | 10.  | 11 d'agost del 2003     | Cincinnati, Estats Units    | Dura         | Mardy Fish            | 4−6, 7−6, 7−6                   |
| Guanyador | 11.  | 25 d'agost del 2003     | US Open, Estats Units       | Dura         | Juan Carlos Ferrero   | 6−3, 7−6, 6−3                   |
| Guanyador | 12.  | 9 de febrer del 2004    | San Jose, Estats Units      | Dura         | Mardy Fish            | 7−6, 6−4                        |
| Guanyador | 13.  | 22 de març del 2004     | Miami, Estats Units         | Dura         | Guillermo Coria       | 6−7, 6−3, 6−1, retirada         |
| Finalista | 5.   | 19 d'abril del 2004     | Houston (2)                 | Terra batuda | Tommy Haas            | 3−6, 4−6                        |
| Guanyador | 14.  | 7 de juny del 2004      | Queen's Club (2)            | Gespa        | Sébastien Grosjean    | 7−6, 6−4                        |
| Finalista | 6.   | 4 de juliol del 2004    | Wimbledon, Regne Unit       | Gespa        | Roger Federer         | 6−4, 5−7, 6−7(3), 4−6           |
| Guanyador | 15.  | 19 de juliol del 2004   | Indianàpolis (2)            | Dura         | Nicolas Kiefer        | 6−2, 6−3                        |
| Finalista | 7.   | 4 d'agost del 2004      | Canadà (2)                  | Dura         | Roger Federer         | 5−7, 3−6                        |
| Finalista | 8.   | 4 d'octubre del 2004    | Bangkok, Tailàndia          | Dura (i)     | Roger Federer         | 4−6, 0−6                        |
| Guanyador | 16.  | 7 de febrer del 2005    | San Jose (2)                | Dura (i)     | Cyril Saulnier        | 6−0, 6−4                        |
| Guanyador | 17.  | 24 d'abril del 2005     | Houston (3)                 | Terra batuda | Sébastien Grosjean    | 6−2, 6−2                        |
| Guanyador | 18.  | 6 de juny del 2005      | Queen's Club (3)            | Gespa        | Ivo Karlović          | 7−6(7), 7−6(4)                  |
| Finalista | 9.   | 3 de juliol del 2005    | Wimbledon (2)               | Gespa        | Roger Federer         | 2−6, 6−7(2), 4−6                |
| Guanyador | 19.  | 7 d'agost de 2005       | Washington DC (2)           | Dura         | James Blake           | 7−5, 6−3                        |
| Finalista | 10.  | 22 d'agost del 2005     | Cincinnati                  | Dura         | Roger Federer         | 3−6, 5−7                        |
| Guanyador | 20.  | 30 d'octubre de 2005    | Lió, França                 | Moqueta (i)  | Gaël Monfils          | 6−3, 6−2                        |
| Finalista | 11.  | 24 de juliol del 2006   | Indianàpolis                | Dura         | James Blake           | 6−4, 4−6, 6−7(5)                |
| Guanyador | 21.  | 20 d'agost del 2006     | Cincinnati (2)              | Dura         | Juan Carlos Ferrero   | 6−3, 6−4                        |
| Finalista | 12.  | 11 de setembre del 2006 | US Open                     | Dura         | Roger Federer         | 2−6, 6−4, 5−7, 1−6              |
| Finalista | 13.  | 25 de febrer del 2007   | Memphis (2)                 | Dura         | Tommy Haas            | 3−6, 2−6                        |
| Guanyador | 22.  | 17 de juny de 2007      | Queen's Club (4)            | Gespa        | Nicolas Mahut         | 4−6, 7−6(7), 7−6(2)             |
| Guanyador | 23.  | 5 d'agost de 2007       | Washington DC (3)           | Dura         | John Isner            | 6−4, 7−6(4)                     |
| Guanyador | 24.  | 24 de febrer de 2008    | San Jose (3)                | Dura (i)     | Radek Štěpánek        | 6−4, 7−5                        |
| Guanyador | 25.  | 8 de març de 2008       | Dubai, Emirats Àrabs Units  | Dura         | Feliciano López       | 6−7(8), 6−4, 6−2                |
| Finalista | 14.  | 10 d'agost de 2008      | Los Angeles, Estats Units   | Dura         | Juan Martín del Potro | 1−6, 6−7(2)                     |
| Guanyador | 26.  | 28 de setembre de 2008  | Pequín, Xina                | Dura         | Dudi Sela             | 6−4, 6−7(6), 6−3                |
| Finalista | 15.  | 10 de gener de 2009     | Doha, Qatar                 | Dura         | Andy Murray           | 4−6, 2−6                        |
| Guanyador | 27.  | 13 de febrer de 2009    | Memphis (2)                 | Dura (i)     | Radek Štěpánek        | 7−5, 7−5                        |
| Finalista | 16.  | 5 de juliol de 2009     | Wimbledon (3)               | Gespa        | Roger Federer         | 7−5, 6−7(6), 6−7(5), 6−3, 14−16 |
| Finalista | 17.  | 9 d'agost de 2009       | Washington DC               | Dura         | Juan Martín del Potro | 6−3, 5−7, 6−7(6)                |
| Guanyador | 28.  | 10 de gener de 2010     | Brisbane, Austràlia         | Dura         | Radek Štěpánek        | 7−6(2), 7−6(7)                  |
| Finalista | 18.  | 14 de febrer de 2010    | San Jose                    | Dura (i)     | Fernando Verdasco     | 6−3, 4−6, 4−6                   |
| Finalista | 19.  | 21 de març de 2010      | Indian Wells, Estats Units  | Dura         | Ivan Ljubičić         | 6−7(3), 6−7(5)                  |
| Guanyador | 29.  | 4 d'abril de 2010       | Miami (2)                   | Dura         | Tomáš Berdych         | 7−5, 6−4                        |
| Finalista | 20.  | 9 de febrer de 2011     | Brisbane                    | Dura         | Robin Söderling       | 3−6, 5−7                        |
| Guanyador | 30.  | 20 de febrer de 2011    | Memphis (3)                 | Dura (i)     | Milos Raonic          | 7−6(7), 6−7(11), 7−5            |
| Guanyador | 31.  | 23 de juny de 2012      | Eastbourne, Regne Unit      | Gespa        | Andreas Seppi         | 6−3, 6−2                        |
| Guanyador | 32.  | 22 de juliol del 2012   | Atlanta (3)                 | Dura         | Gilles Müller         | 1−6, 7−6(2), 6−2                |

### Dobles: 8 (4−4)
| Llegenda (pre/post 2009)                                 |
| -------------------------------------------------------- |
| Grand Slams (0−0)                                        |
| Tennis Masters Cup / ATP Finals (0−0)                    |
| ATP Masters Series / ATP World Tour Masters 1000 (1−1)   |
| ATP International Series Gold / ATP World Tour 500 (0−1) |
| ATP International Series / ATP World Tour 250 (3−2)      |

| Títols per superfície |
| --------------------- |
| Dura (3−3)            |
| Gespa (0−0)           |
| Terra batuda (1−1)    |

| Resultat  | Núm. | Data                  | Torneig                    | Superfície   | Parella             | Oponents en la final                 | Marcador          |
| --------- | ---- | --------------------- | -------------------------- | ------------ | ------------------- | ------------------------------------ | ----------------- |
| Guanyador | 1.   | 5 de març del 2001    | Delray Beach, Estats Units | Dura         | Jan-Michael Gambill | Thomas Shimada · Myles Wakefield     | 6−3, 6−4          |
| Finalista | 1.   | 30 de juliol del 2001 | Los Angeles, Estats Units  | Dura         | Jan-Michael Gambill | Bob Bryan · Mike Bryan               | 5−7, 6−7(6)       |
| Guanyador | 2.   | 22 d'abril del 2002   | Houston, Estats Units      | Terra batuda | Mardy Fish          | Jan-Michael Gambill · Graydon Oliver | 6−4, 6−4          |
| Finalista | 2.   | 12 de gener del 2004  | Doha, Qatar                | Dura         | Stefan Koubek       | Martin Damm · Cyril Suk              | 2−6, 4−6          |
| Guanyador | 3.   | 17 de juliol del 2006 | Indianàpolis, Estats Units | Dura         | Bobby Reynolds      | Paul Goldstein · Jim Thomas          | 6−4, 6−4          |
| Guanyador | 4.   | 21 de març de 2009    | Indian Wells, Estats Units | Dura         | Mardy Fish          | Maks Mirni · Andy Ram                | 3−6, 6−1, [14−12] |
| Finalista | 3.   | 11 d'octubre de 2009  | Pequín, Xina               | Dura         | Mark Knowles        | Bob Bryan · Mike Bryan               | 4−6, 2−6          |
| Finalista | 4.   | 15 de maig de 2011    | Roma, Itàlia               | Terra batuda | Mardy Fish          | John Isner · Sam Querrey             | Renúncia          |

### Equips: 2 (1−1)
| Resultat  | Núm. | Data                                   | Torneig                            | Superfície       | Equip                                | Oponents                                                            | Resultat         |
| --------- | ---- | -------------------------------------- | ---------------------------------- | ---------------- | ------------------------------------ | ------------------------------------------------------------------- | ---------------- |
| Finalista | 1.   | 3−5 de desembre de 2004                | Copa Davis, Sevilla, Espanya       | Terra batuda (i) | Mardy Fish · Bob Bryan · Mike Bryan  | Juan Carlos Ferrero · Carles Moyà · Rafael Nadal · Tommy Robredo    | 3–2 en el global |
| Guanyador | 1.   | 30 de novembre − 2 de desembre de 2007 | Copa Davis, Portland, Estats Units | Dura (i)         | James Blake · Bob Bryan · Mike Bryan | Nikolai Davidenko · Mikhaïl Iujni · Ígor Andréiev · Dmitri Tursúnov | 4–1 en el global |

## Trajectòria

### Individual
| Open d'Austràlia | A   | A           | 2R          | SF          | QF    | SF          | 4R          | SF          | 3R    | SF          | QF          | 4R          | 2R    | 0 / 11   | 38 – 11   |
| Roland Garros | A   | 3R          | 1R          | 1R          | 2R    | 2R          | 1R          | 1R          | A     | 4R          | 3R          | A           | 1R    | 0 / 10   | 9 – 10    |
| Wimbledon | A   | 3R          | 3R          | SF          | F     | F           | 3R          | QF          | 2R    | F           | 4R          | 3R          | 3R    | 0 / 12   | 41 – 12   |
| US Open | 1R  | QF          | QF          | G           | QF    | 1R          | F           | QF          | QF    | 3R          | 2R          | QF          | 4R    | 1 / 13   | 43 – 12   |
| ATP World Tour Finals | A   | A           | A           | SF          | SF    | A           | RR          | SF          | RR    | A           | RR          | A           | A     | 0 / 5    | 8 – 8     |
| Jocs Olímpics | A   | No celebrat | No celebrat | No celebrat | 3R    | No celebrat | No celebrat | No celebrat | A     | No celebrat | No celebrat | No celebrat | 2R    | 0 / 2    | 3 – 2     |
| Victòries − Derrotes | 4−5 | 42−16       | 56−22       | 72−19       | 74−18 | 59−14       | 49−20       | 54−16       | 49−18 | 48−15       | 48−18       | 34−16       | 23−16 | 32 / 227 | 612 – 213 |
| Rànquing a final d'any | 156 | 14          | 10          | 1           | 2     | 3           | 6           | 6           | 8     | 7           | 8           | 14          | 39    |          |           |
| Llegenda: G: Guanyador; F: Finalista; SF: Semifinalista; QF: Quarts de final; Q: Qualificació; A: Absent; RR: Round Robin |     |             |             |             |       |             |             |             |       |             |             |             |       |          |           |